# 温蔵庫

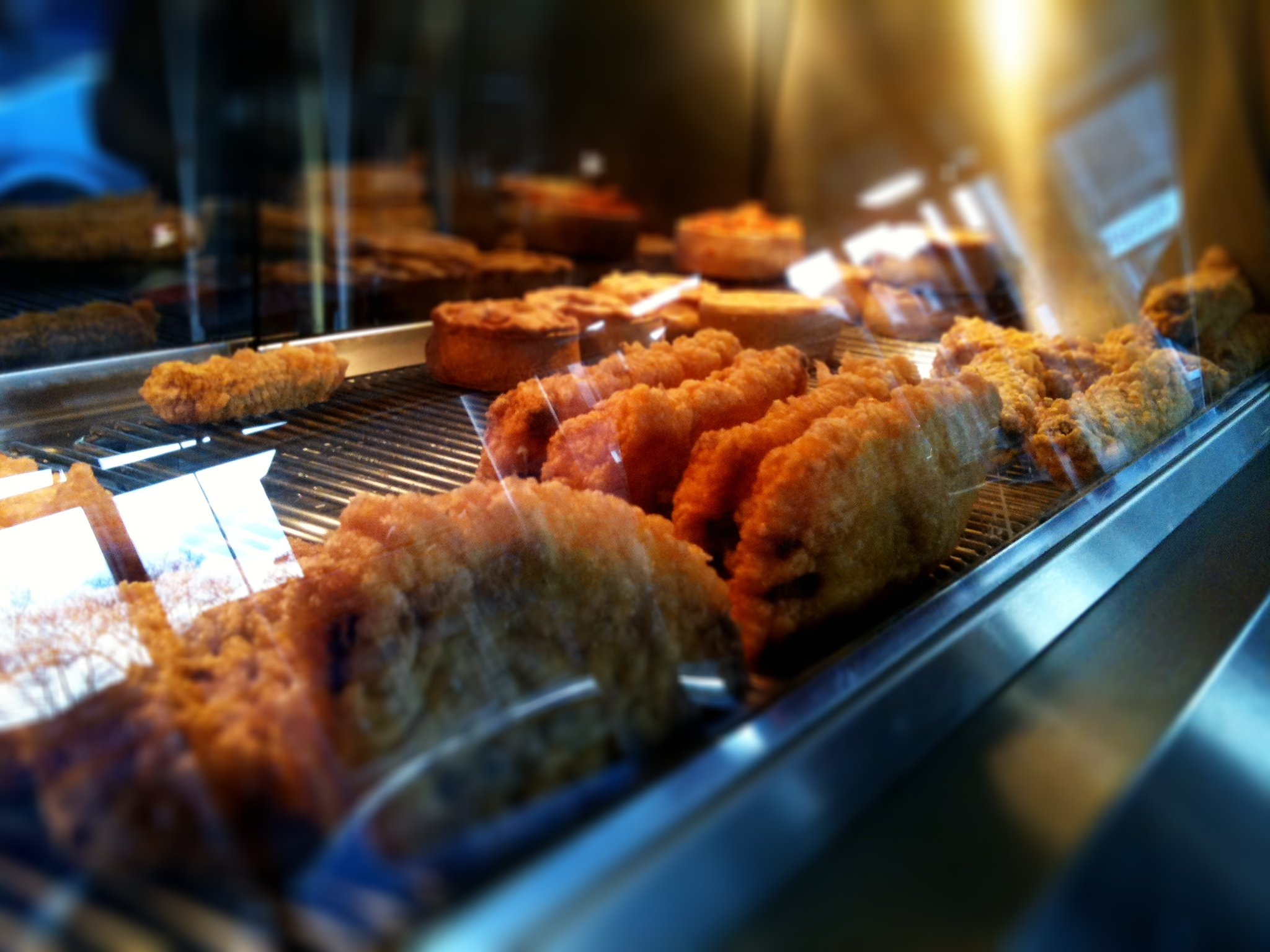
ショーケース型温蔵庫

温蔵庫（おんぞうこ）とは、ヒーターの加熱によって、主に食品を保存する装置である。保温庫と呼ばれる場合もある。

## 概説
庫内は65℃から80℃または65℃から85℃程度の温度に保たれ、食品を煮過ぎの状態にすることなく細菌の増殖防止や殺菌が可能となる。
冷蔵庫に比べ保存できる食品の種類や保存時間は制約されるが、調理した食品の保存に適しており、調理し直して味を損なうことを避けることができる。
食品のほか、おしぼりや食器などの保温にも利用される。熱源には電気、ガス、蒸気がある。形状はキャビネット型や配膳車型がある。